# Rafael Castillo Lazón
Rafael Castillo Lazón (Lima, 26 de septiembre de 1960), más conocido como Rafo, es un entrenador peruano de fútbol que actualmente se encuentra sin equipo. Su último club dirigido fue Deportivo Municipal.

## Trayectoria
| Club                      | País | Años        |
| ------------------------- | ---- | ----------- |
| Selección de Perú sub-20  | Perú | 1997        |
| Alianza Atlético          | Perú | 2000 - 2001 |
| Sport Coopsol             | Perú | 2002        |
| Unión Huaral              | Perú | 2004 - 2005 |
| Universidad de San Martín | Perú | 2005 - 2006 |
| F. B. C. Melgar           | Perú | 2006 - 2007 |
| José Gálvez               | Perú | 2008 - 2009 |
| Sport Huancayo            | Perú | 2010        |
| Total Chalaco             | Perú | 2010        |
| José Gálvez               | Perú | 2011        |
| UTC                       | Perú | 2012 - 2016 |
| Carlos A. Mannucci        | Perú | 2017        |
| Unión Comercio            | Perú | 2018        |
| Atlético Grau             | Perú | 2020        |
| Carlos Stein              | Perú | 2021        |
| Unión San Martín          | Perú | 2022-       |

## Estadísticas
| Club | País                   | Años                   | Categoría              | Campeonato local (1) | Campeonato local (1) | Campeonato local (1) | Campeonato local (1) | Copa nacional (2) | Copa nacional (2) | Copa nacional (2) | Copa nacional (2) | Torneo internacional (3) | Torneo internacional (3) | Torneo internacional (3) | Torneo internacional (3) | Total | Total | Total | Total | Total | Total | Total | Total | Total |
| Club | País                   | Años                   | Categoría              | PJ                   | PG                   | PE                   | PP                   | PJ                | PG                | PE                | PP                | PJ                       | PG                       | PE                       | PP                       | PJ    | PG    | PE    | PP    | %     | GF    | GC    | DG    |       |
| --- | ---------------------- | ---------------------- | ---------------------- | -------------------- | -------------------- | -------------------- | -------------------- | ----------------- | ----------------- | ----------------- | ----------------- | ------------------------ | ------------------------ | ------------------------ | ------------------------ | ----- | ----- | ----- | ----- | ----- | ----- | ----- | ----- | ----- |
| Selección de Perú sub-20 | Bandera de Perú        | 1997                   | Sub-20                 | -                    | -                    | -                    | -                    | -                 | -                 | -                 | -                 | 4                        | 0                        | 2                        | 2                        | 4     | 0     | 2     | 2     | 17%   | 3     | 7     | -4    |       |
| Alianza Atlético | Bandera de Perú        | 2000 - 2001            | Primera División       | 57                   | 23                   | 11                   | 23                   | -                 | -                 | -                 | -                 | -                        | -                        | -                        | -                        | 57    | 23    | 11    | 23    | 47%   | 77    | 88    | -11   |       |
| Sport Coopsol | Bandera de Perú        | 2002                   | Primera División       | 14                   | 2                    | 2                    | 10                   | -                 | -                 | -                 | -                 | -                        | -                        | -                        | -                        | 14    | 2     | 2     | 10    | 19%   | 13    | 31    | -18   |       |
| Unión Huaral | Bandera de Perú        | 2004 - 2005            | Primera División       | 50                   | 19                   | 16                   | 15                   | -                 | -                 | -                 | -                 | -                        | -                        | -                        | -                        | 50    | 19    | 16    | 15    | 49%   | 68    | 59    | +9    |       |
| Universidad de San Martín | Bandera de Perú        | 2005 - 2006            | Primera División       | 45                   | 24                   | 10                   | 11                   | -                 | -                 | -                 | -                 | -                        | -                        | -                        | -                        | 45    | 24    | 10    | 11    | 61%   | 69    | 45    | +24   |       |
| F. B. C. Melgar | Bandera de Perú        | 2006 - 2007            | Primera División       | 66                   | 21                   | 23                   | 22                   | -                 | -                 | -                 | -                 | -                        | -                        | -                        | -                        | 66    | 21    | 23    | 22    | 43%   | 73    | 77    | -4    |       |
| José Gálvez | Bandera de Perú        | 2008 - 2009            | Primera División       | 80                   | 28                   | 22                   | 30                   | -                 | -                 | -                 | -                 | -                        | -                        | -                        | -                        | 80    | 28    | 22    | 30    | 44%   | 96    | 103   | -7    |       |
| Sport Huancayo | Bandera de Perú        | 2010                   | Primera División       | 19                   | 7                    | 5                    | 7                    | -                 | -                 | -                 | -                 | -                        | -                        | -                        | -                        | 19    | 7     | 5     | 7     | 46%   | 31    | 27    | +4    |       |
| Total Chalaco | Bandera de Perú        | 2010                   | Primera División       | 14                   | 2                    | 4                    | 8                    | -                 | -                 | -                 | -                 | -                        | -                        | -                        | -                        | 14    | 2     | 4     | 8     | 24%   | 10    | 20    | -10   |       |
| José Gálvez | Bandera de Perú        | 2011                   | Segunda División       | 22                   | 17                   | 3                    | 2                    | 9                 | 3                 | 5                 | 1                 | -                        | -                        | -                        | -                        | 31    | 20    | 8     | 3     | 73%   | 65    | 31    | +34   |       |
| UTC | Bandera de Perú        | 2012                   | Copa Perú              | -                    | -                    | -                    | -                    | 16                | 11                | 2                 | 3                 | -                        | -                        | -                        | -                        | 16    | 11    | 2     | 3     | 73%   | 39    | 15    | +24   |       |
| UTC | Bandera de Perú        | 2013 - 2015            | Primera División       | 57                   | 24                   | 14                   | 19                   | 11                | 4                 | 4                 | 3                 | -                        | -                        | -                        | -                        | 68    | 28    | 18    | 22    | 50%   | 79    | 81    | -2    |       |
| Total Primera División | Total Primera División | Total Primera División | Total Primera División | 402                  | 150                  | 107                  | 145                  | 11                | 4                 | 4                 | 3                 | -                        | -                        | -                        | -                        | 413   | 154   | 111   | 148   | 46%   | 516   | 531   | -15   |       |
| Total de su carrera | Total de su carrera    | Total de su carrera    | Total de su carrera    | 424                  | 167                  | 110                  | 147                  | 36                | 18                | 11                | 7                 | 4                        | 0                        | 2                        | 2                        | 464   | 185   | 123   | 156   | 49%   | 623   | 584   | +39   |       |
| PJ = Partidos jugados; PG = Partidos ganados; PE = Partidos empatados; PP = Partidos perdidos; % = Efectividad; GF = Goles a favor; GC = Goles en contra; DG = Diferencia de goles 1 Incluye Descentralizado y Segunda División 2 Incluye Copa Perú y Torneo del Inca 3 Incluye Sudamericano sub-20 Actualizado el 31 de octubre de 2015. |                        |                        |                        |                      |                      |                      |                      |                   |                   |                   |                   |                          |                          |                          |                          |       |       |       |       |       |       |       |       |       |

## Palmarés

### Campeonatos nacionales
| Título            | Club        | País | Año  |
| ----------------- | ----------- | ---- | ---- |
| Segunda División  | José Gálvez | Perú | 2011 |
| Torneo Intermedio | José Gálvez | Perú | 2011 |
| Copa Perú         | UTC         | Perú | 2012 |